# Giovanna Scoccimarro
Giovanna Scoccimarro (Gifhorn, 10 de noviembre de 1997) es una deportista alemana que compite en judo.
Participó en los Juegos Olímpicos de Tokio 2020, obteniendo una medalla de bronce en la prueba de equipo mixto. En los Juegos Europeos de Cracovia 2023 consiguió una medalla de plata en la misma prueba.
Ganó una medalla de plata en el Campeonato Mundial de Judo de 2023 y una medalla de plata en el Campeonato Europeo de Judo de 2017, en la categoría de –70 kg.

## Palmarés internacional
| Juegos Olímpicos   | Juegos Olímpicos        | Juegos Olímpicos  | Juegos Olímpicos |
| Año                | Lugar                   | Medalla           | Categoría        |
| ------------------ | ----------------------- | ----------------- | ---------------- |
| 2020               | Tokio (Japón)           | Medalla de bronce | Equipo mixto     |
| Campeonato Mundial |                         |                   |                  |
| Año                | Lugar                   | Medalla           | Categoría        |
| 2023               | Doha (Catar)            | Medalla de plata  | –70 kg           |
| Juegos Europeos    |                         |                   |                  |
| Año                | Lugar                   | Medalla           | Categoría        |
| 2023               | Krynica-Zdrój (Polonia) | Medalla de plata  | Equipo mixto     |
| Campeonato Europeo |                         |                   |                  |
| Año                | Lugar                   | Medalla           | Categoría        |
| 2017               | Varsovia (Polonia)      | Medalla de plata  | –70 kg           |